# صوفيا تورو
صوفيا تورو (بالإسبانية: Sofía Toro)‏ هي متسابقة يخت إسبانية، ولدت في 19 أغسطس 1990 في لا كورونيا في إسبانيا.

## وصلات خارجية
- صوفيا تورو على موقع الاتحاد الدولي للملاحة الشراعية (موقع جديد) (الإنجليزية)
- صوفيا تورو على موقع الاتحاد الدولي للملاحة الشراعية (موقع قديم) (الإنجليزية)
- صوفيا تورو على موقع اللجنة الأولمبية الدولية (الإنجليزية)
- صوفيا تورو على موقع أوليمبيديا (الإنجليزية)
- صوفيا تورو على موقع اللجنة الأولمبية الإسبانية (الإسبانية)